# 佩洛塔斯

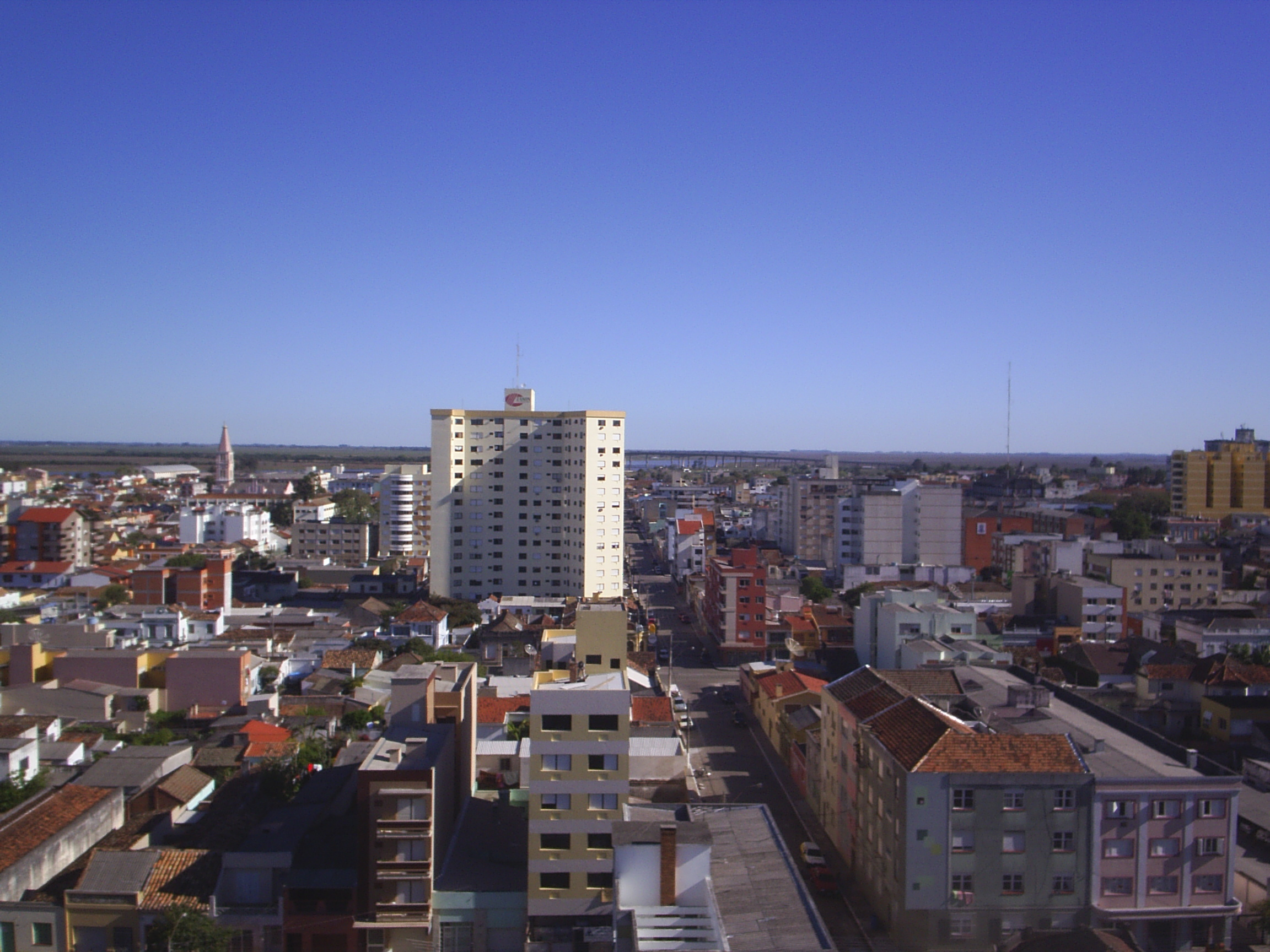
佩洛塔斯

佩洛塔斯（葡萄牙語：Pelotas）是巴西的城市，位於該國南部，距離首府阿雷格里港271公里，由南里奧格蘭德州負責管轄，始建於1758年6月，面積1,609平方公里，海拔高度7米，受亞熱帶氣候影響，2006年人口346,452。